# 约翰·巴尼特
约翰·巴尼特（英語：John Barnett，1881年1月19日—1918年10月2日），澳大利亚男子橄榄球运动员。他曾代表澳大拉西亚代表队参加1908年夏季奥林匹克运动会橄榄球比赛，获得一枚金牌。